# Raffey Cassidy
Raffey Cassidy, född 12 november 2001 i Salford, är en brittisk skådespelare.
Cassidy har bland annat medverkat i TV-serien Mr Selfridge 2013, hon har även medverkat i filmerna Snow White and the Huntsman från 2012, Tomorrowland: A World Beyond från 2015 och Vitt brus från 2022.

## Filmografi (i urval)
- 2012: Snow White and the Huntsman
- 2013: Mr Selfridge
- 2015: Tomorrowland: A World Beyond
- 2022: Vitt brus
- 2023 – Kensukes rike (röst)
- 2024 – Brutalisten